# 布沙路
布沙路（又称布沙公路）是深圳市内一条东西走向的道路，位于龙岗区；西起布吉大芬立交，连接 布龙路和 龙岗大道，西止于沙湾路口（原沙湾联检站）与 丹沙路、 沙湾路连接。
本路为 360省道（核龙线）的一部分，也是南湾街道（南岭、沙湾）对外交通的主干道。

## 历史
布吉至沙湾公路最早于1958年通车。当时为主要用于深港二线巡防兼顾乡镇联络用的军民公路（县道），材质为沙土路，约从布吉火车站南边（最早布吉联检站的位置）往沙湾联检站，有5.6公里。1988年后本路随深惠公路（之前终点为沙湾联检站）一起按一级公路标准改造并截弯取直至4.16公里，之后编入深惠公路（当时又叫广东省1915省道）到1994年。1993年10月至1994年10月深惠公路深圳段（今龙岗大道）大芬—丹竹头改线段和大芬立交桥等工程完工后，本路西端起点移至新建的大芬立交至今，不久与布龙公路连通。1996年被划入广东省360省道。

## 沿路概况

#### 途径地区
（自西向东排列）
龙岗区：南湾街道（大芬、南岭村、樟树布、沙湾）